# 턱걸이

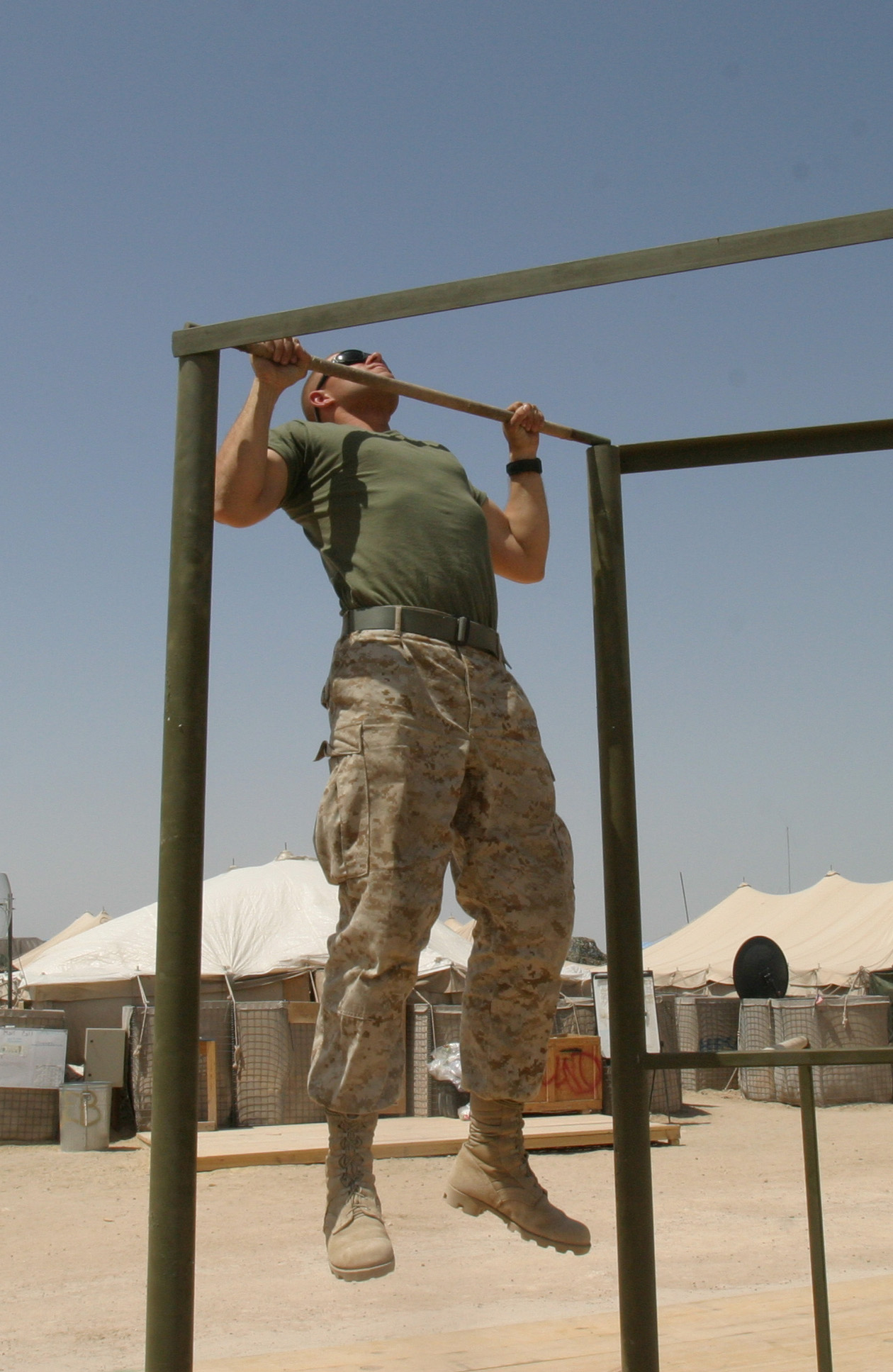
미국 해병대가 인양을 하고 있다.

턱걸이는 운동의 종류 중 하나이다. 일반적으로 수평으로 된 철봉에 손을 걸고 매달려 팔과 광배근(latissimus dorsi muscle), 대원근(teres major muscle)의 힘을 사용하여 턱이 철봉의 높이에 올 때까지 몸을 끌어 올리는 것을 말한다. 봉을 잡는 방식에 따라 손바닥이 바깥쪽을 향하면 풀업(Pull-up), 안쪽을 향하면 친업(Chin-up)이라고 한다.

## 용어
이전에는 '풀업(pull-up)'이라는 용어가 바벨(barbell)로 하는 열린사슬 견인운동(open-chain pulling exercise)을 뜻하기도 하였다. 이러한 운동은 1950년대에 벤트오버로우(bent-over row)라는 이름으로, 1970년대에는 업라이트로우(upright row)라는 이름으로 더 유명해졌다.
일부는 손바닥을 몸 바깥방향으로 쥐는 오버핸드 그립(overhand grip) 혹은 내전 그립(probated grip)과 관련되어 있다. 이는 미국 보이스카웃(Boy Scouts of America)이 포함시켰는데, 기네스 세계기록(Guinness World Records)은 그립에 따라 오버핸드 그립으로 하는 풀업(pull-up), 그리고 손바닥을 몸쪽 방향으로 쥐는 언더핸드 그립(underhand grip) 혹은 외전 그립(supinated grip)으로 하는 친업(chin-up)을 구분하고 있다. 그러나 미국 해병대(United States Marine Corps)나 세계턱걸이협회(World Pull-Up Organization)는 풀업에 오버핸드 그립과 언더핸드 그립을 포함시킨다.
그립과는 상관없이, 신체가 올라가는 정도에 따라, 즉 철봉 가로막대에 닿거나 막대를 넘어서는 신체 부위의 이름에 따라 명명되는 변형 턱걸이가 다양하게 존재한다. "체스트업(chest-up)"이나 "스터넘업(sternum-up)"은 가슴(chest)이나 흉골(sternum)이 철봉막대에 닿는 변형 턱걸이인데, 이는 견갑골 내전(scapular adduction)과 하강운동(depression)이 추가로 발생한다.

## 체력시험
턱걸이는 상체의 근육 견인(pulling muscles) 강도를 측정하는 흔한 방식이다. 미국 해병대(United States Marine Corps)에서는 미국 해병 체력 검사(United States Marine Corps Physical Fitness Test)로 사용하지만, 팔굽혀펴기(push-ups)로 대체 가능하다.
싱가포르(Singapore)에서도 군인용 IPPT(IPPT for National-Service men) 테스트에서 턱걸이를 사용한다. 또한 14세 이상 남학생 대상으로 NAPFA test에서도 사용된다. 그러나 2014년 IPPT 신규 형식이 공포되면서 턱걸이는 제외되었다.

## 사용근육

### 어깨의 신전, 내전, 횡외전 운동
- 광배근(Latissimus dorsi)
- 삼각근(Deltoid) (전방posterior)
- 대흉근(Pectoralis major)
- 대원근(Teres major)
- 소원근(Teres minor)
- 극하근(Infraspinatus)
- 상완삼두근(Triceps brachii)(장두long head)
- 오훼상완근(Coracobrachialis)

### 견갑골의 내전과 하방회전 운동
- 승모근(Trapezius muscle) (하부섬유lower fiber와 중부섬유middle fiber)
- 견갑거근(Levator scapulae)
- 능형근(Rhomboids)
- 소흉근(Pectoralis minor)

### 팔꿈치의 굴곡 운동
- 상완이두근(Biceps brachii)
- 상완근(Brachialis)
- 상완요골근(Brachioradialis)

### 손가락의 등척성 굴곡 운동
- 심지굴근(Flexor digitorum profundus)
- 천지굴근(Flexor digitorum superficialis)
- 장무지굴근(Flexor pollicis longus)
- 단무지굴근(Flexor pollicis brevis)
- 단소지굴근(Flexor digiti minimi brevis)

### 척추의 등척성 반신전 및 반회전 운동
- 복직근(Rectus abdominis)
- 내복사근(Internal oblique)
- 외복사근(External oblique)

## 안전성
미국운동자문회(American Council on Exercise)에서는 턱걸이 시 어깨에 과도한 스트레스를 주지 않도록 주의할 것을 당부한다. 건염(tendonitis), 활액낭염(bursitis), 척골신경포착(ulnar nerve entrapment)으로 인한 팔꿈치통증은 과도한 턱걸이와 적절치 못한 방식으로 발생할 수 있다.

## 같이 보기
- 닫힌 사슬 운동